# Nadia Blel
```

```

Nadia Georgette Blel Scaff, née à Carthagène des Indes (Colombie) le 11 août 1981, est une avocate et femme politique colombienne. Elle est sénatrice de la république depuis 2014, élue trois fois consécutives comme représentante du Parti conservateur. Depuis le 25 juillet 2024, elle est la présidente du Parti conservateur.
Quelques-unes des lois les plus importantes qu'elle a lancées sont la réglementation qui a interdit l'amiante dans tout le pays et celle qui a créé le registre des délinquants sexuels.